# Bohdan Szerhijovics Ljednyev
Bohdan Szerhijovics Ljednyev (ukránul: Богдан Сергійович Лєднєв; Szkvira, 1998. április 7. –) ukrán korosztályos válogatott labdarúgó, a Dinamo Kijiv játékosa.

## Pályafutása

### Klubcsapatokban
A Dinamo Kijiv, az Atlet Kijiv és a Dnyipro korosztályos csapataiban nevelkedett. 2016 nyarán a spanyol Málaga csapatánál járt próbajátékon, de a Dinamo Kijiv csapatába szerződött. Decemberben 2020. december 31-ig hosszabbította meg a szerződését a klubbal. 2017. október 25-én debütált a felnőttek között a Olekszandrija elleni kupa-mérkőzésen. A 2017–18-as szezon végén az ifjúsági bajnokság gólkirálya lett. 2018 júliusában kölcsönbe került a Zorja Luhanszk csapatához. Augusztus 4-én mutatkozott be a bajnokságban a Csornomorec Odesza elleni 1–1-re végződő találkozón. Augusztus 23-án a 2018–2019-es Európa-liga-selejtezőjében a német RB Leipzig ellen a 16. percben piros lapot kapott, így ő lett az a klubok történetének második leggyorsabb kiállított játékosa nemzetközi tornán. Szeptember 2-án megszerezte első bajnoki gólját az Arszenal Kijiv ellen 5–0-ra megnyert mérkőzésen. 2020 nyarán visszatért a kölcsönből a Dinamo Kijiv csapatához. Augusztusban megnyerte klubjával a szuperkupát.
2022. január 21-én opciós joggal az idény végéig kölcsönvette a magyar MOL Fehérvár. 23 mérkőzésen lépett pályára, de szerződése lejártát kővetően az opciós vételi joggal nem élt a Fehérvár.

### A válogatottban
Többszörös ukrán utánpótlás válogatott. 2021 májusában meghívót kapott a felnőtt keretbe, de Bahrein és Észak-Írország ellen csak a kispadon kapott helyett.

## Statisztika

### Klubcsapatokban
2022. november 13-i állapotnak megfelelően.
| Klub           | Szezon   | Bajnokság            | Bajnokság | Bajnokság | Kupa  | Kupa  | Nemzetközi | Nemzetközi | Egyéb | Egyéb | Összesen | Összesen |
| Klub           | Szezon   | Bajnokság            | Mérk.     | Gólok     | Mérk. | Gólok | Mérk.      | Gólok      | Mérk. | Gólok | Mérk.    | Gólok    |
| -------------- | -------- | -------------------- | --------- | --------- | ----- | ----- | ---------- | ---------- | ----- | ----- | -------- | -------- |
| Dinamo Kijiv   | 2017–18  | Ukrán Premier League | 0         | 0         | 1     | 0     | 0          | 0          | 0     | 0     | 1        | 0        |
| Dinamo Kijiv   | 2020–21  | Ukrán Premier League | 12        | 1         | 2     | 1     | 6          | 0          | 1     | 0     | 21       | 2        |
| Dinamo Kijiv   | 2021–22  | Ukrán Premier League | 8         | 0         | 1     | 0     | 1          | 0          | 0     | 0     | 10       | 0        |
| Dinamo Kijiv   | Összesen | Összesen             | 20        | 1         | 4     | 1     | 7          | 0          | 1     | 0     | 32       | 2        |
| Zorja Luhanszk | 2018–19  | Ukrán Premier League | 22        | 1         | 3     | 2     | 3          | 0          | —     | —     | 28       | 3        |
| Zorja Luhanszk | 2019–20  | Ukrán Premier League | 27        | 11        | 1     | 1     | 5          | 1          | —     | —     | 33       | 13       |
| Zorja Luhanszk | Összesen | Összesen             | 49        | 12        | 4     | 3     | 8          | 1          | 0     | 0     | 61       | 16       |
| MOL Fehérvár   | 2021–22  | NBI                  | 8         | 0         | 2     | 0     | —          | —          | —     | —     | 10       | 0        |
| MOL Fehérvár   | 2021–22  | NBI                  | 8         | 0         | 2     | 0     | 3          | 0          | —     | —     | 13       | 0        |
| MOL Fehérvár   | Összesen | Összesen             | 16        | 0         | 4     | 0     | 3          | 0          | 0     | 0     | 23       | 0        |
| Összesen       | Összesen | Összesen             | 85        | 13        | 12    | 4     | 18         | 1          | 1     | 0     | 116      | 18       |

## Sikerei, díjai
- Dinamo Kijiv
  - Ukrán bajnokság: 2020–21
  - Ukrán kupa: 2020–21
  - Ukrán szuperkupa: 2020